# Уайт, Стивен
Стивен Вайт (англ. Stephen White) — американский писатель, журналист The New York Times.

## Биография
Родился на Лонг-Айленде, рос в Нью-Йорке, Нью-Джерси и южной Калифорнии.
Учился в Калифорнийском университете в Ирвайнеи в Калифорнийском университете в Беркли. Учился летать на самолётах, работал гидом в Universal Studios в Лос-Анджелесе, был поваром и официантом в Chez Panisse в Беркли. В 1979 году получил степень доктора философии в университете Колорадо.
Проживает со своей семьей в Денвере, Колорадо.

## Книги

### Серия психолога Алана Грегори
1. Секретная информация (1991)
2. Частные практики (1993)
3. Более высокие Власти (1994)
4. Путь вреда (1996)
5. Дистанционное управление (1997)
6. Критические состояния (1998)
7. Манера смерти (1999)
8. Нераскрытое дело (2000)
9. Программа (2001)
10. Предупредительные знаки (2002)
11. Лучшая месть (2003)
12. Ослеплённый (2004)
13. Без вести пропавшие (март 2005)
14. Убейте меня (март 2006)
15. Сухой лед (март 2007)
16. Мертвое время (март 2008)

### Серия «Романы Сэма Пурди»
1. Осада (август 2009)
2. Последняя Ложь (2010)
3. Линия Огня (август 2012)